# Fredrik Ljungström

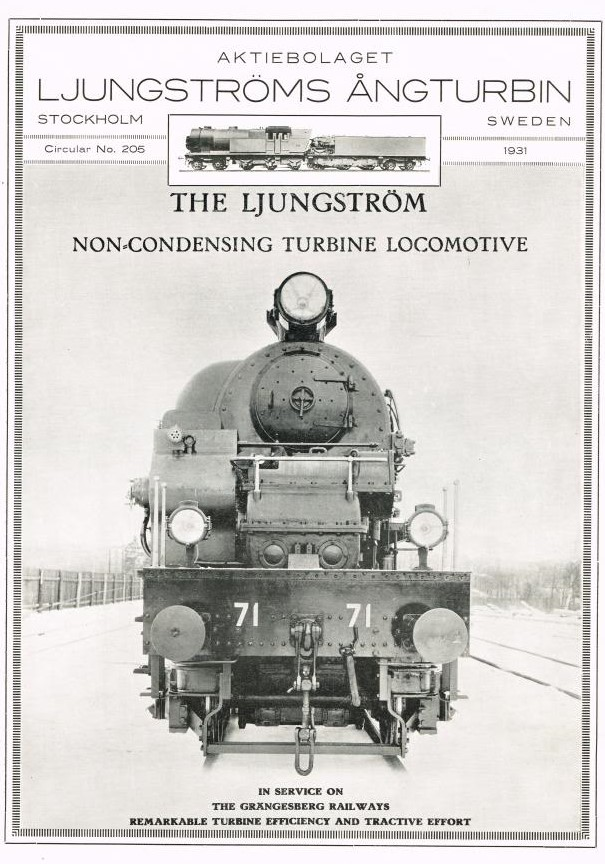
Ljungströmslok (1931) från Aktiebolaget Ljungströms Ångturbin, grundat 1908.

Fredrik Ljungström, född 16 juni 1875 i Stockholm, död 18 februari 1964 på Lidingö, var en svensk ingenjör, uppfinnare och industriman.
Fredrik Ljungström anses som en av Sveriges främsta uppfinnare genom tiderna. Ensam och i samarbete med sin bror Birger Ljungström (1872–1948) svarade han för hundratals tekniska patent: från frihjulsnavsteknik för cyklar och växellådor för fordon, till ångturbiner, luftförvärmare och cirkelbågsskrov för segelbåtar. Han var medgrundare till företag såsom The New Cycle Company, AB Ljungströms Ångturbin och Svenska Turbinfabriks AB Ljungström (STAL), samt samarbetade med andra industrialister såsom Alfred Nobel, Helge Palmcrantz, Gustaf de Laval, Gustaf Dalén och Curt Nicolin. Lika innovativa som hans idéer var till funktionen framstod de också ofta i formgivningen, som Ljungströmslokomotiven och Ljungströmskryssarna.
Under andra världskrigets råvarubrist erbjöd hans eponyma Ljungströmsmetoden för utvinning av skifferolja en strategisk fördel för Krigsmakten. Därutöver bidrog Ljungströms teknologi till den första svenska jetmotorn, torpeder, med mera.
Fredrik Ljungströms luftförvärmarteknologi är implementerad i ett stort antal kraftverk och fordonsmotorer i världen. Med beräknade ackumulerade energibesparingar om 4,960,000,000 ton olja, har "få uppfinningar varit så framgångsrikt energibesparande som Ljungströms luftförvärmare". År 1995 mottog Ljungströms luftförvärmare utmärkelse som ”världshistorisk milstolpe inom mekanisk konstruktion och värmeteknik” av American Society of Mechanical Engineers. Hans verk finns representerade vid Tekniska museet, Nordiska museet och Järnvägsmuseet, samt internationellt såsom vid Science Museum i London och Museo Nazionale Scienza e Tecnologia Leonardo da Vinci i Milano.

## Bakgrund och uppväxt
Efter skolgång vid Östermalms lägre allmänna läroverk studerade Ljungström vid Kungliga tekniska högskolan, varifrån hans senare erhåll hedersdoktorat 1944. Teknisk innovation fostrades från unga år i faderns verkstäder på Östermalm i Stockholm, vilka även samarbetade med Lars Magnus Ericssons tidiga produktion. Av vikt för hans i hög grad vidare autodidakta studier var undervisningen i fysik för Salomon August Andrée omkring tiden på KTH, liksom hans mentorskap hos Alfred Nobel. Senare i livet fick Fredrik Ljungström själv tillfälle att erbjuda mentorskap till mer juniora industrialister såsom Curt Nicolin, som senare skrev förordet till Fredrik Ljungströms postuma biografi. Inom Kungliga Ingenjörsvetenskapsakademien hade Ljungström inte minst mycket utbyte med Gustaf Dalén.
Alfred Nobel var 61 år gammal då han stiftade bekantskap med Fredrik och Birger Ljungström, då 19 och 22 år. Nobel, som inte hade några egna barn, inledde ett entusiastiskt samarbete med de bägge bröderna under deras tidiga verksamhetsår. Nobel och bröderna kom att bli goda vänner. De diskuterade flitigt världens problem och samtidens existentiella frågor, alltmedan en far- och sonliknande relation växte fram. 60 år senare, när Fredrik Ljungström mindes tillbaka på deras samarbete i sina memoarer, kommenterade han att Nobel "hade en förmåga att med den oerfarna ungdomen på jämställd fot diskutera de mest omfattande problem" och att "skärpan i hans kritik mot samtidens företeelser var påfallande hård". Ljungstrom kommenterade vidare att "blodet blir varmt i mina gamla ådror när jag tänker på honom."

## Sveacykeln

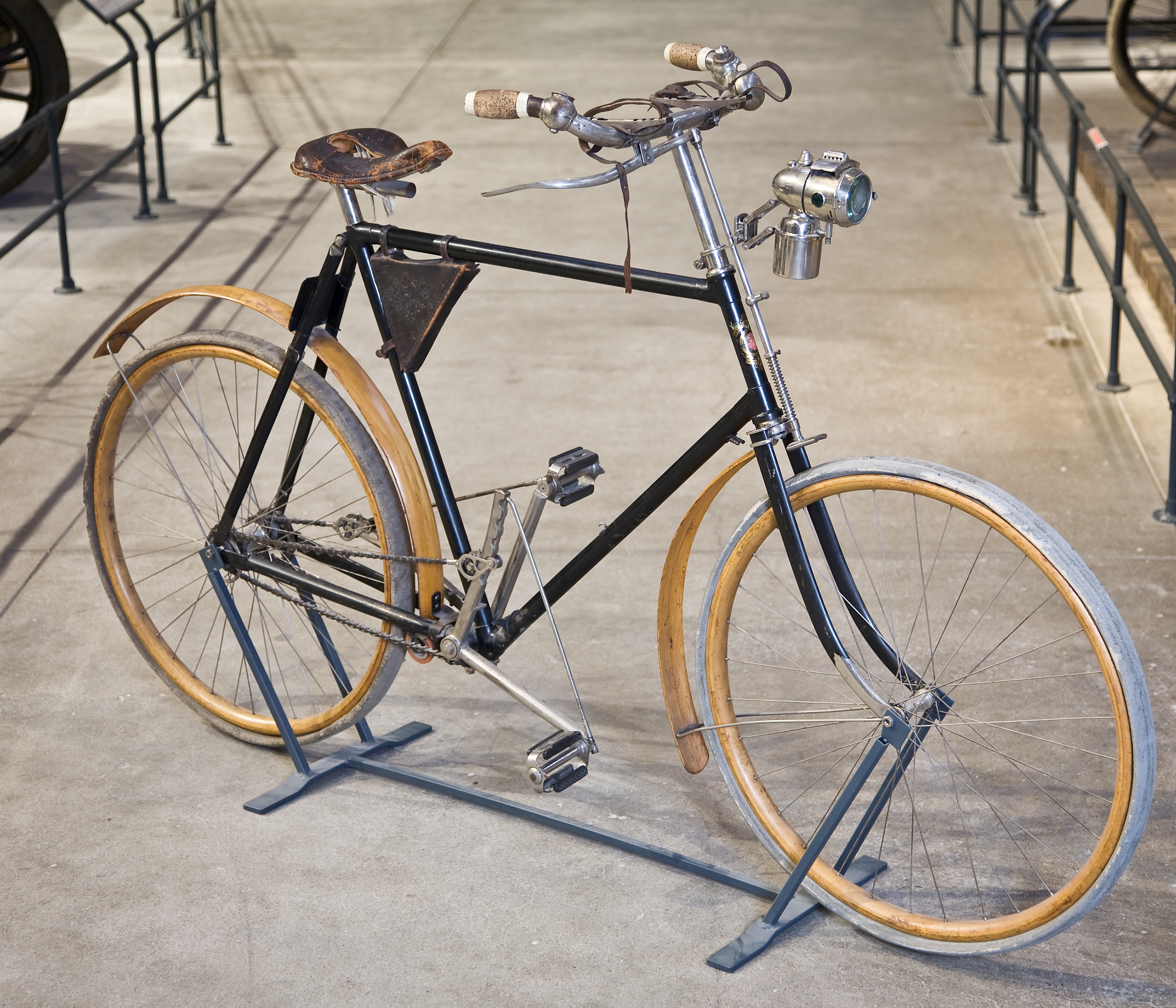
Sveacykel (1892) utställd på Tekniska museet.

Sveacykeln var en tidig produktion av Fredrik Ljungström, utarbetaded i samarbete med bröderna Birger, Axel och Oscar Ljungström. Helge Palmcrantz knöts till projektet. Sveacykeln blev ett exempel på en tidig prototyp i cykelns historia. Detta med en pedalmekanism som rörde sig vertikalt, byggd på frihjulsnav som patenterades av bröderna 1892. Ett patent på växelssystem, det första i världen för cykel, tillkom 1895. Olika användningsområden skissades upp, som cabvelociped, brandkårsfordon, med mera. Även ritningar på hjälpmotorförsedd Sveacykel skedde.
Projektet vann uppmärksamhet av och stöd från Alfred Nobel. Verksamheten exporterades till England, dit Ljungströmbröderna omstationerade 1895 under inrådan från Nobel. Under företagsnamnet The New Cycle Company, till vars verksamhet också George Spaak anslöts, tillverkades omkring 2,000 enheter i Sverige och ett 150-tal i England fram till 1898. Trots att marknadens preferens för roterade pedalmekanism blev tydligt med åren, skulle senare cykeltillverkare implementera Sveacykelns bromsteknik såväl som frihjulsnav.
Sveacykeln finns bland annat representerad på Tekniska museet och Nordiska museet i Stockholm.

## Ångturbiner

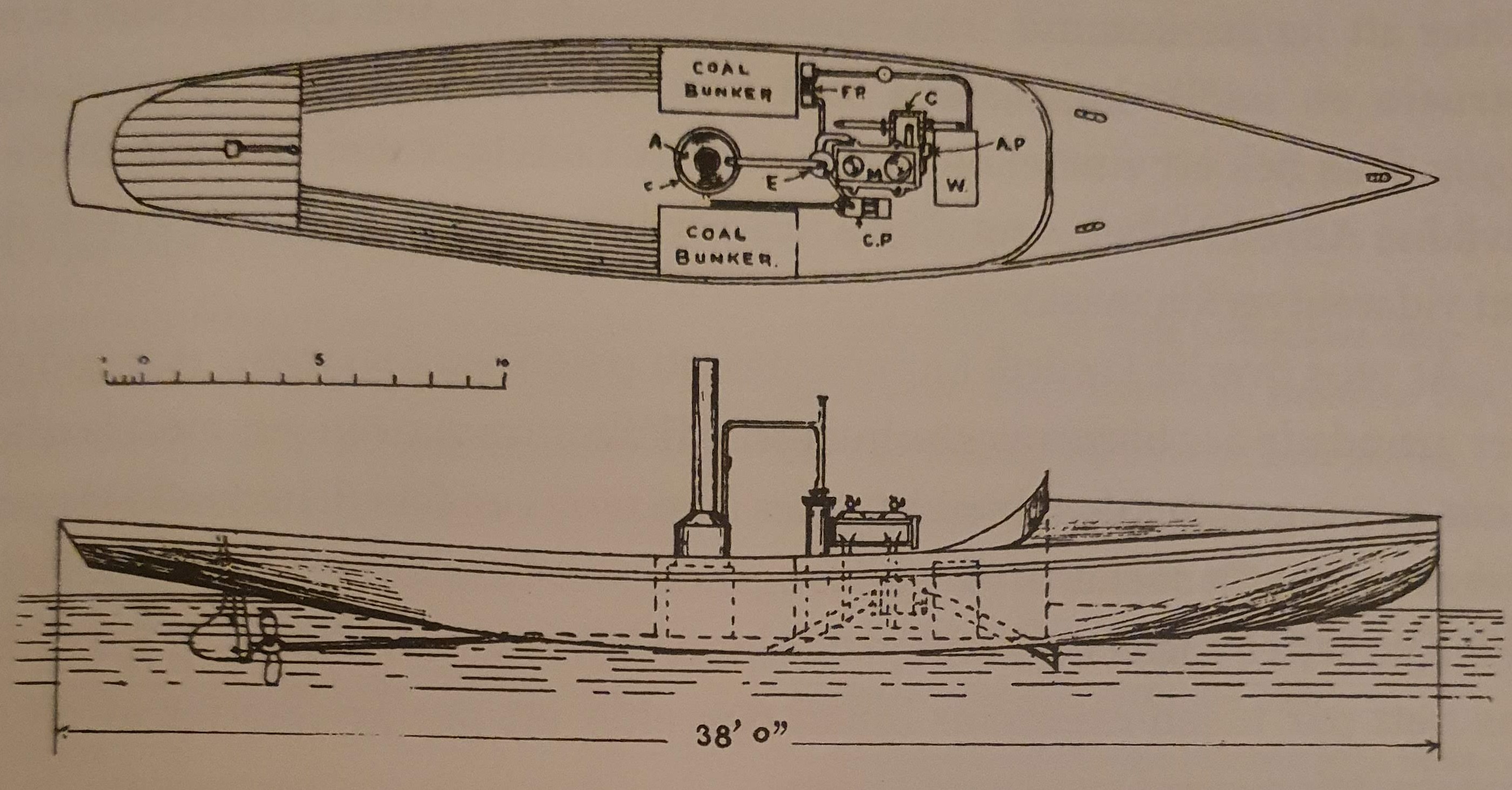
Med 12 knops hastighet blev Ljungströms ångturbinförsedda slup (1895) sin tids snabbaste motorbåt i Stockholms skärgård.

Enligt en anekdot väcktes Fredrik Ljungströms insikter om ångkraften redan som pojke när han iakttog hur maträtter förbereddes i köket. Framåt 1895 skulle Fredrik Ljungström utveckla och patentera en ny ångturbin. Uppfinningen tilldrog sig Alfred Nobels intresse, inte minst dess kondensoruppfinning. Ångturbinen tillfogades i ett produktionstest till en slup som med 12 knops hastighet blev den snabbaste motorbåten i Stockholms skärgård.
Också denna uppfinning exporterades till England 1896. Fredrik Ljungström följde med. Samarbete upprättades med företaget Dunford & Elliot i Newcastle upon Tyne. Trots att projektet initiala stöttare Alfred Nobel dog 1896, bildades år 1900 The Ljungström Engine Syndicate Limited i Newcastle, till vars verksamhet bröderna överflyttade med sina familjer inklusive med George Spaak som verkställande direktör. Verksamheten avstannade 1902, men flera av principerna för konstruktionen skulle visa sig bli viktiga för de efterföljande Ljungströmsturbinerna.
Väl tillbaka i Sverige utarbetade Fredrik och Birger ett automatiskt mjölkningssystem kallat "Beta" (1901). Detta projekt vann intresse från Alfreds Nobels brorson Ludvig Nobel (1868–1946) liksom från Gustaf de Laval (1845-1913) från Laval AB Separator. Fredrik Ljungström uppdrogs som verksamhetsledande ingenjör i projektet, som utvecklade sig till Mjölkningsmaskin AB, förlagt på Kungsholmen.
Omkring samma tid utvecklade bröderna metoder för utvinning av paraffin och mineralolja. Tekniken låg dock före sin tid och skulle inte visa sig framgångsrik förrän efter 1922. 1907 väckte samtidigt ångturbinsprojektet professor Aurel Studolas intresse. Det hade blivit tydligt att det var ångturbinerna som skulle bli huvudfokus för brödernas fortsatta verksamhet.

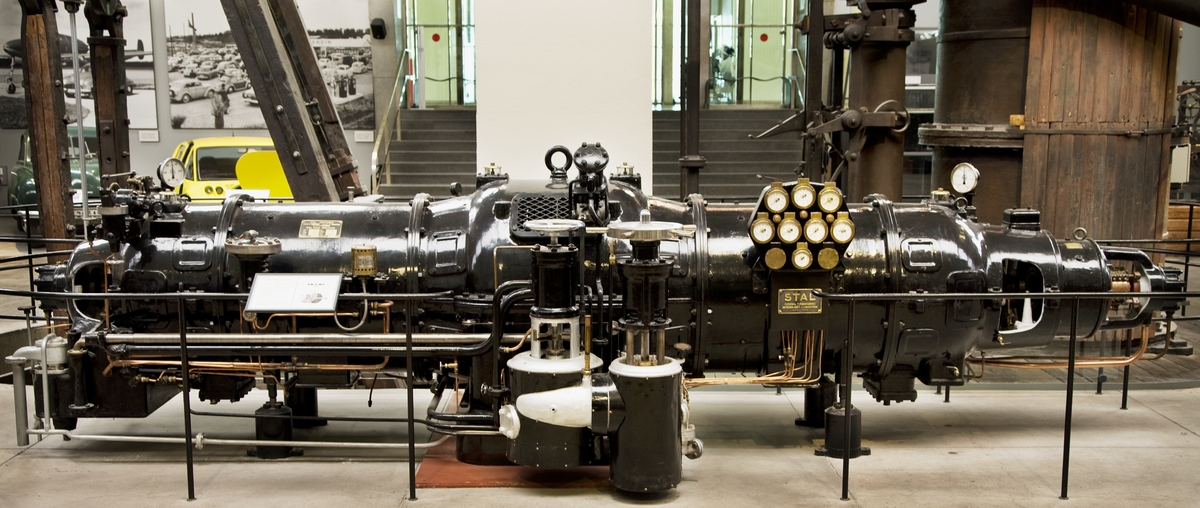
Ljungströmsturbin i permanent utställning vid entrén till Tekniska museet, övertagen av museet 1993.

### AB Ljungströms Ångturbin

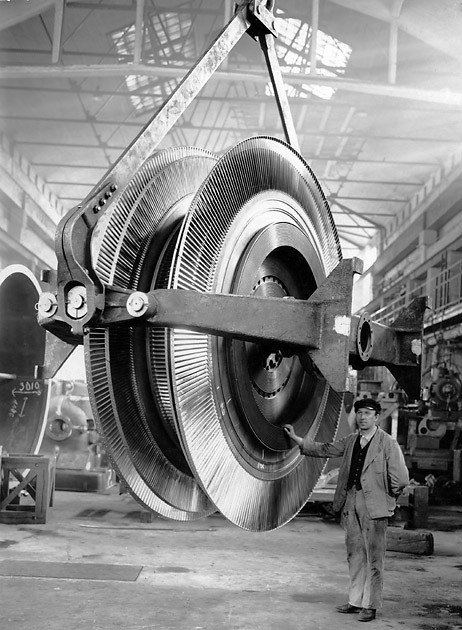
Turbinrotor för Ljungströms ångturbin för 50 MW elgenerator (cirka 1932).

Den nya ångturbinen blev stommen för det nya företaget AB Ljungströms Ångturbin (ALÅ), grundat 1908 för att kontrollera patenten knutna till den revolutionerande konstruktionen. Verkstäder inrättades inledningsvis på Kungsholmen, i samma byggnader där en företrädare till Electrolux tidigare varit inhysta. Nästföljande år flyttades verkstäderna till Liljeholmen, i de lokaler som senare skulle komma att bli dagens Färgfabriken. Här färdigställdes den första prototypen av Ljungströmsturbinen av hädanefter känd typ, som redan från första början presterade världsrekord. År 1911 slutfördes ytterligare en enhet, denna betydligt större och med avsevärda prestationsförbättringar tillskrivna Fredrik Ljungströms hand. Nu var produkten redo för marknaden. Den första turbinen såldes till North Metropolitan Electric Power Supply Co. för energitillförsel åt London County Council Tramways. Trots att denna tidiga enhet ursprungligen tillverkades som en prototyp, skulle den kvarstå i aktiv tjänst i 50 år, tills den avställdes för utställning vid Science Museum i London.
Ljungströmturbinen, den dubbelroterande ångturbinen och den roterande luftförvärmaren är listade bland "Sveriges
100 främsta innovationer" av Reforminstitutet.

### Svenska Turbinfabriks Aktiebolaget Ljungström

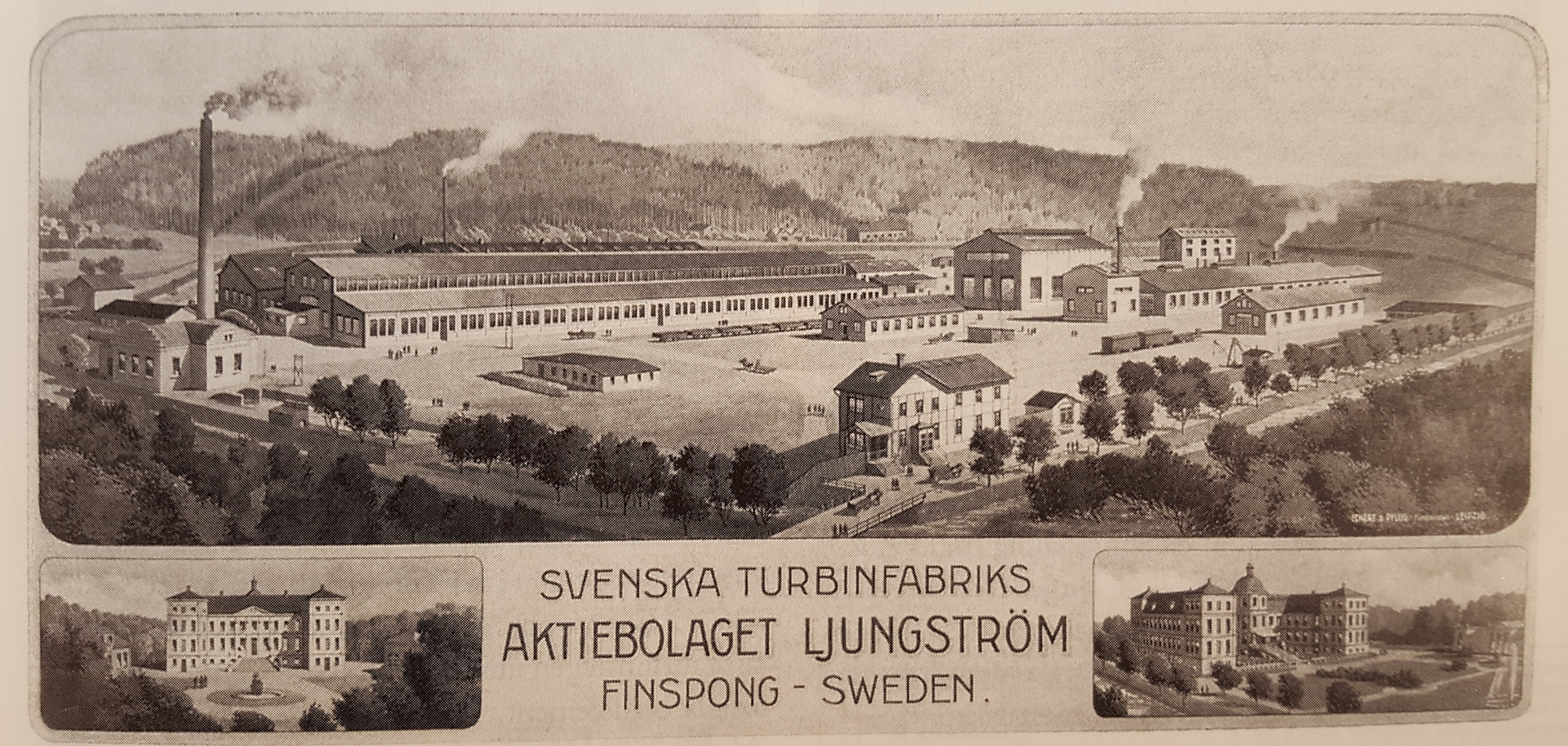
Svenska Turbinfabriks Aktiebolaget Ljungström (STAL), bildat 1913.

År 1913 grundade Fredrik Ljungström tillsammans med sin bror Birger ett nytt företag, Svenska Turbinfabriks Aktiebolaget Ljungström (STAL), för tillverkning utefter AB Ljungströms Ångturbins patent. Bara två år efter att tillverkningen tystat av de sista artilleripjäserna i Finspång, Östergötland – tidigare centrum för svensk vapenindustri alltsedan Louis De Geer (1587–1652) – övertog STAL Finspång, komplett med de gamla fabrikerna, Finspångs slott och annan tillhörig fast egendom. Moderna fabriker uppfördes för det nya ändamålet. Ritsalar och företagsledning inrymdes i Finspångs slott. Flera kända ingenjörer till verksamheten, som exempelvis mekaniske ingenjören Karl Gustaf Karlson, senare professor vid Chalmers tekniska högskola. Nu inleddes tillverkning och försäljning av kompletta elektriska generatorer byggda på Ljungströmsturbinen. Den nya konstruktionen erbjöd 10 % starkare termodynamisk effekt än tidigare konstruktioner, trots en kompaktare och mindre platskrävande utformning. Med kontrakt från beställare som Siemens och General Electric expanderade verksamheten ut i Europa och världen, samt installerades både för stationära behov och för marinfartyg.
Fredrik Ljungström var, skriver en av biografiförfattarna Anders Johnson, "inte bara en framstående uppfinnare utan även skicklig i att organisera och leda företagets konstruktionsarbete." Hans moderna metoder återspeglades i en checklista om 56 frågor till konstruktörerna på STAL, som inkluderade hänsyn till säkerhet och ergonomi. "Mest berömd blev dock den fjortonde kontrollfrågan: Är konstruktionen onödigt ful?"
Samtidens ekonomiska omständigheter var dock skakiga. STAL övertogs av ASEA år 1916 i syfte för dem att kunna erbjuda kompletta lösningar för turbindrivna elektriska generatorer. Överenskommelsen kom emellertid till under bristfälliga förutsättningar för effektiv kommunikation mellan kringresande ägare och representanter, inte minst med anledning av turbulensen omkring ryska revolutionen. Fredrik och Birger lämnade så STAL men bibehåll kontroll över alla patent och tillverkningslicenser för Ljungströmstubinerna genom ÅLA. STAL samgick med De Laval under 1950-talet under namnet Stal-Laval. Under 1960-talet återknöts Fredrik Ljungström operativt och genomförde då fler ytterligare produktionsförbättringar innan sin död 1964. Efter att stal uppgått i ABB uppköptes fabriksverksamheten av Siemens 2003 under namnet Siemens Industrial Turbomachinery AB.
Den innovativa turbinteknologi som bröderna Fredrik och Birger Ljungströms utvecklade under tiden på ÅLA och STAL har sedan dess blivit tillämpad världen över med flera uppmätta världsrekordsprestationer. År 2009 beräkandes att hundratals större enheter alltjämt använde Ljungtrömsturbinens teknologi, inklusive i större fordon och marinfartyg: från London Underground till världens största supertanker Seawise Giant och i ett oräkneligt antal kraftverk.
Bara i Sverige blev 16 av 18 kärnkraftverk utrustade med Ljungströmsturbiner. Dessutom har solkraft alltsedan 2005 i ökande grad haft nytt av teknologin. År 2008 beräknades att närmare 100 % av alla solkraftverk var utrustade med Ljungströmsturbiner.

## Lokomotiv

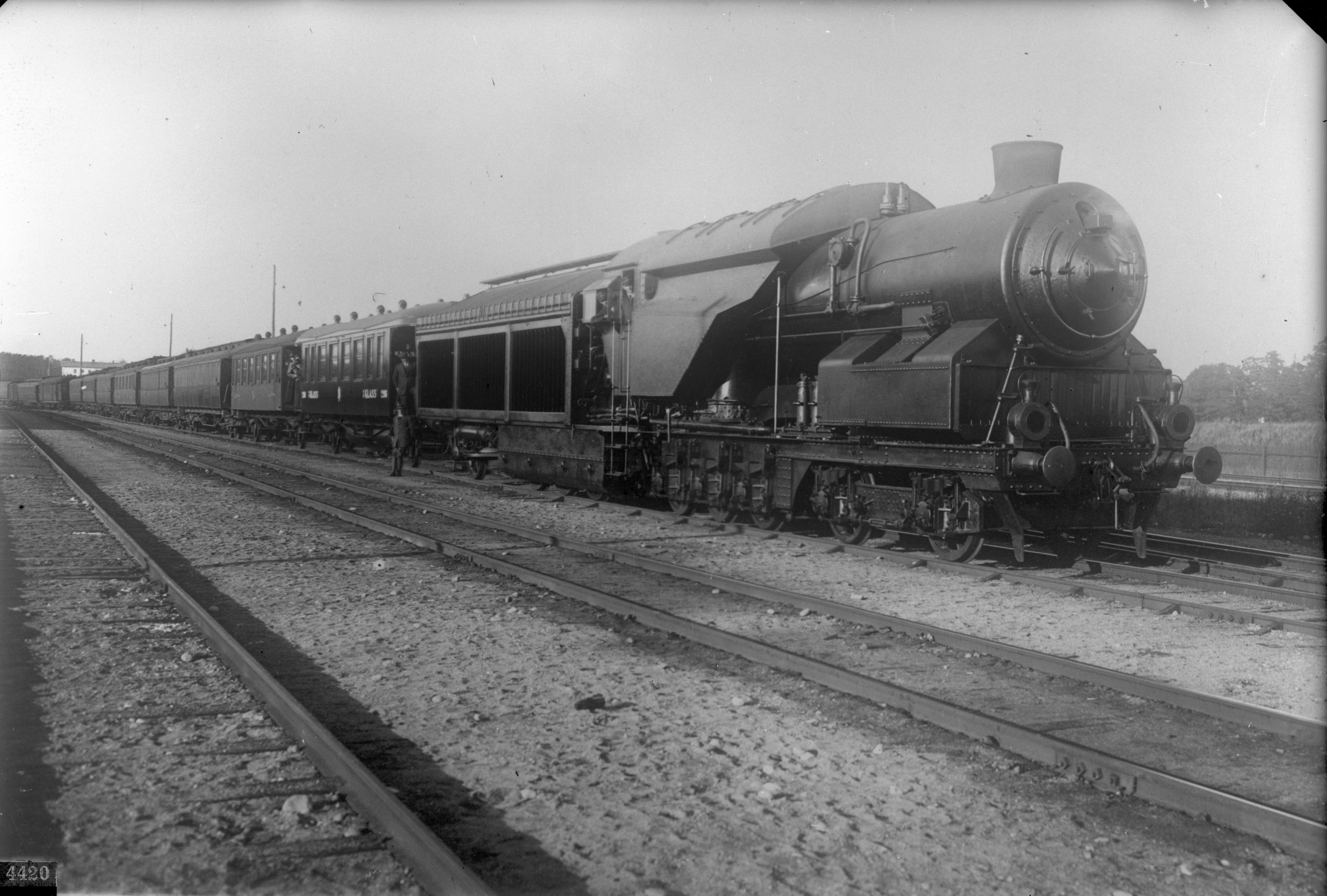
Ljungströms ångturbinlokomotiv (1921), namngivet SJ Littera Å (1922).

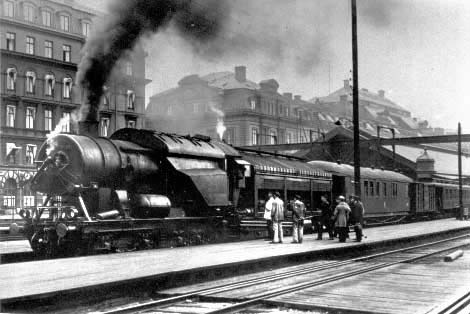
Ljungströmslokomotiv vid Stockholms centralstation (1922).

Från 1917 inledde Fredrik och Birger Ljungström tillverkning av en serie ångturbinlokomotiv med konkurrenskraftiga egenskaper, kända som Ljungströmslokomotiv. En av regionens största fabriker uppfördes för ändamålet 1918  i Gåshaga på Lidingö, där också en särskild luftförvärmare utvecklades för loken. När prototypen var klar för tester framkom det att loket utgjorde det starkaste som dittills hade producerats. Förutom rekordstyrkan hade Ljungströmslok en funktion som gjorde att de återanvände mycket av ångan i turbinen på ett revolutionerande sätt, vilket möjliggjorde långdistansfärder utan påfyllning av nytt vatten.
Det första 12 ton tunga snälltågsturbinloket, som tillverkades för Statens järnvägar i mars 1921 och patenterades i juli 1922, beskrevs som en udda lokdesign. Tester 1924 längs Västra stambanan mellan Stockholm och Göteborg indikerade 35-procentiga kolbesparingar i jämförelse med konventionella ånglok.
Ljungströmsloket skilde sig i många avseenden från det konventionella ångloket. Turbinloket bestod av två sammankopplade fordon, pannvagnen och kondensorvagnen. Pannvagnen, som saknade drivhjul, vilade på en tvåaxlig boggie samt tre fasta bäraxlar. Det blev det största ångloket vid SJ med turbineffekt på 1.800 hk. Det skrotades 1935 i Örebro. Den andra designen var av modellen 2-8-0. Det loket försågs med två vagnar för motorfunktionerna. Flera patent åtföljde de nästkommande åren. Nydqvist & Holm AB uppdrogs som licenstillverkare. Ljungströmslok tjänstgjorde sträckorna Stockholm-Krylbo samt Stockholm-Bollnäs. Turbineffekten på detta lok uppnådde 1,470 kW (1,997 hp) vid 10,000 rpm, med maximal hastighet på 90 km/h. År 1930 rullade det 2000:e Ljungströmslokomotivet ut från Nydqvist & Holm AB:s fabrik: TGOJ M3 47, M3t 71. Detta lok kvarstod i aktiv tjänst till 1931 då det ersattes av elektrifierad järnväg och diesiel-elektronik-drivna lok. Nydqvist & Holms licenstillverkade Ljungströmslok kvarstod dock i bruk i stället för konventionella lok längs Trafikaktiebolaget Grängesberg–Oxelösunds Järnvägar. Ingen kondenser tillpassades, eftersom dess komplexitet bedömdes överskugga dess termodynamiska fördelar i tillämpningen. Dessa lok kvarstod i drift tills 1953, då linjen elektrifierades.

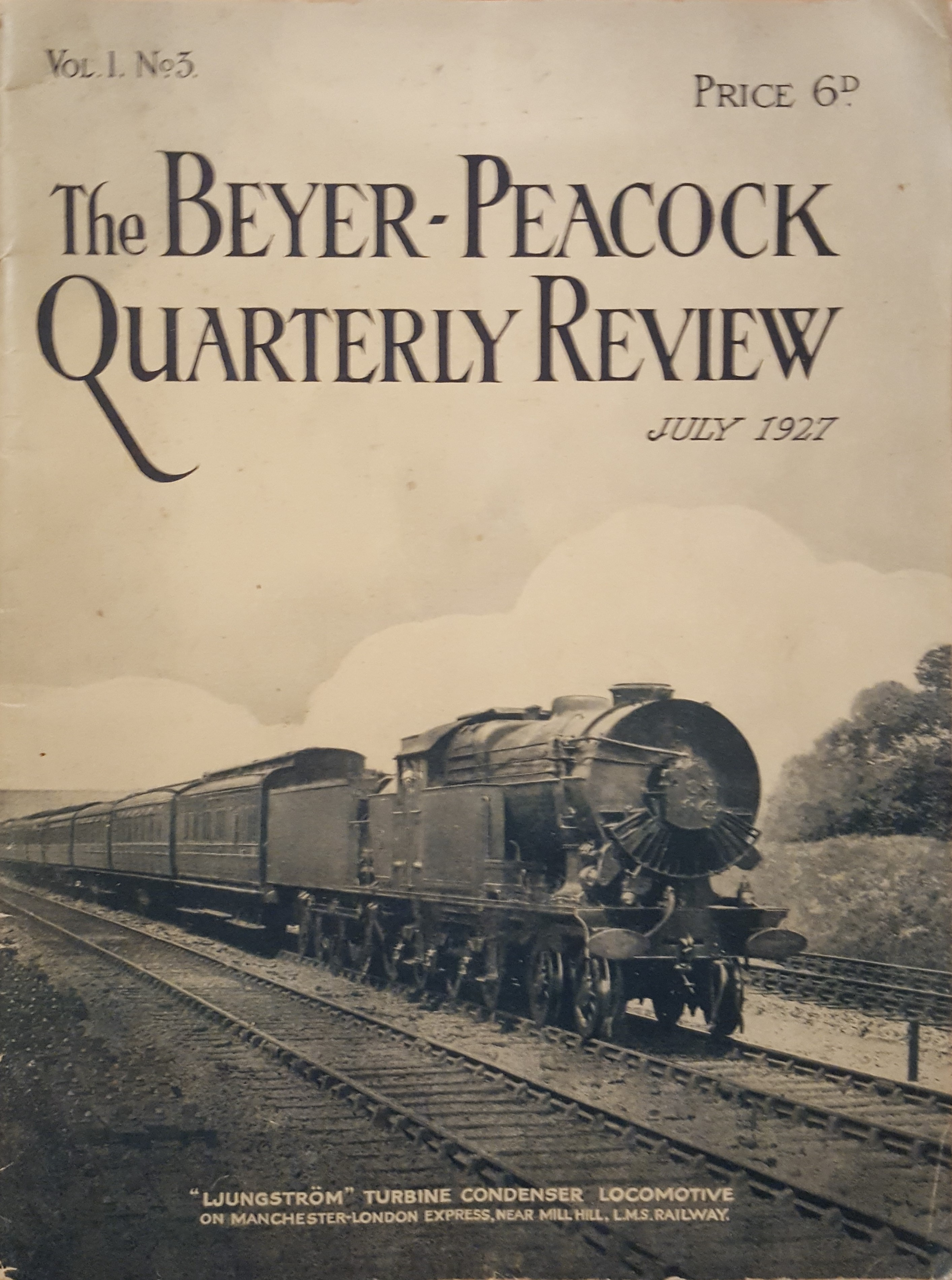
The Beyer-Peacock Quarterly Review (juli 1927) av Beyer, Peacock and Company: "Ljungströms turbinkondenserlokomotiv på London-Manchester Express, nära Mill Hill, L.M.S. Railway."

Fabriken och Ljungströmslokens "enorma experimentella arbete" tillsammans med ett 70-tal personal, attraherade internationell uppmärksamhet. Ett lok levererades till Argentinas statliga järnvägar, ämnat för den 800 km långa sträckan mellan Tucumán och Santa Fe, huvudsakligen dragen genom öken utan vattenkällor – en behovsprofil som Ljungströmssystemet var väl anpassat för. Detta lok utrustades med en större vattentank och utökad kondensorkapacitet. Turbinkraften uppnådde 1,290 kW (1,753 hp) vid 10,000 rpm. Drivmedelsåtgången sänktes med upp till 40 %. Loket kvarstod i bruk fram till Argentinska revolutionen (1966-1973). Beyer, Peacock and Company sände två ingenjörer från England för att bevaka och delta i teknikutvecklingen i Stockholm. Företaget beställde en kopia av Statens Järnvägars turbinlokomotiv SJ Littera Å, som sattes i bruk för London, Midland and Scottish Railway. Kraften i detta lok uppgick till 2,000 hp vid 10,500 rpm, vilket korresponderade med en rälsburen hastighet på 78 mph. Ångturbinen gjorde 300 lb/sqin vid 200 degC hetta. Loket tjänstgjorde för reguljär passagerartrafik längs linjerna från Derby till Manchester och från Birmingham till London med "mycket påtagliga ekonomibesparingar inom kol- och vattenkonsumtion". Även Deutsche Reichsbahn hade nytta av teknologin i Bayern.
It is to the Swedish engineer Ljungstrom that the transport world is indebted for the latest and most varied developments of the steam turbine railway locomotive. His experiments have taken place over a number of years. Sweden, being a country deficient in coal, is particularly interested in an increase in the thermal efficiency of the locomotive and in fuel economies.
Fabriken med dess verkstäder och laboratorier på Lidingö kvarstod i bruk under 1920-talet. Under 1930-talet användes lokalerna till en filmstudio. Därefter revs fabriken för att ge plats åt ny fastighetsutveckling. Den gamla fabriken på Lidingö sprängdes i luften av dynamit 1972.
Tre lok av Ljungströms typ har bevarats i Sverige: två (71 och 73) förvaras vid Lokmuseet i Grängesberg och ett (72) på Järnvägsmuseet i Gävle. De i Grängesberg utgör världens enda kvarvarande fullt fungerande ångturbinlok. M3t nr 71, tillverkat 1930 av Nydqvist & Holm AB, renoverades av Lokmuseet inför Sveriges järnvägars 125-årsjubileum 1981, och sedan år 2014, med stöd från Riksantikvarieämbetet. Alltjämt "världsunikt" och med en dragkraft på 22 ton är det fortfarande Sveriges mest kraftfulla ånglok: praktiska tester har uppvisat transportförmåga av 2,000 ton förspänt vid en resning på 17 per mille. Digitala emulationer har också skapats av loket för 3D-simulatorspelet Trainz.

## Luftförvärmare

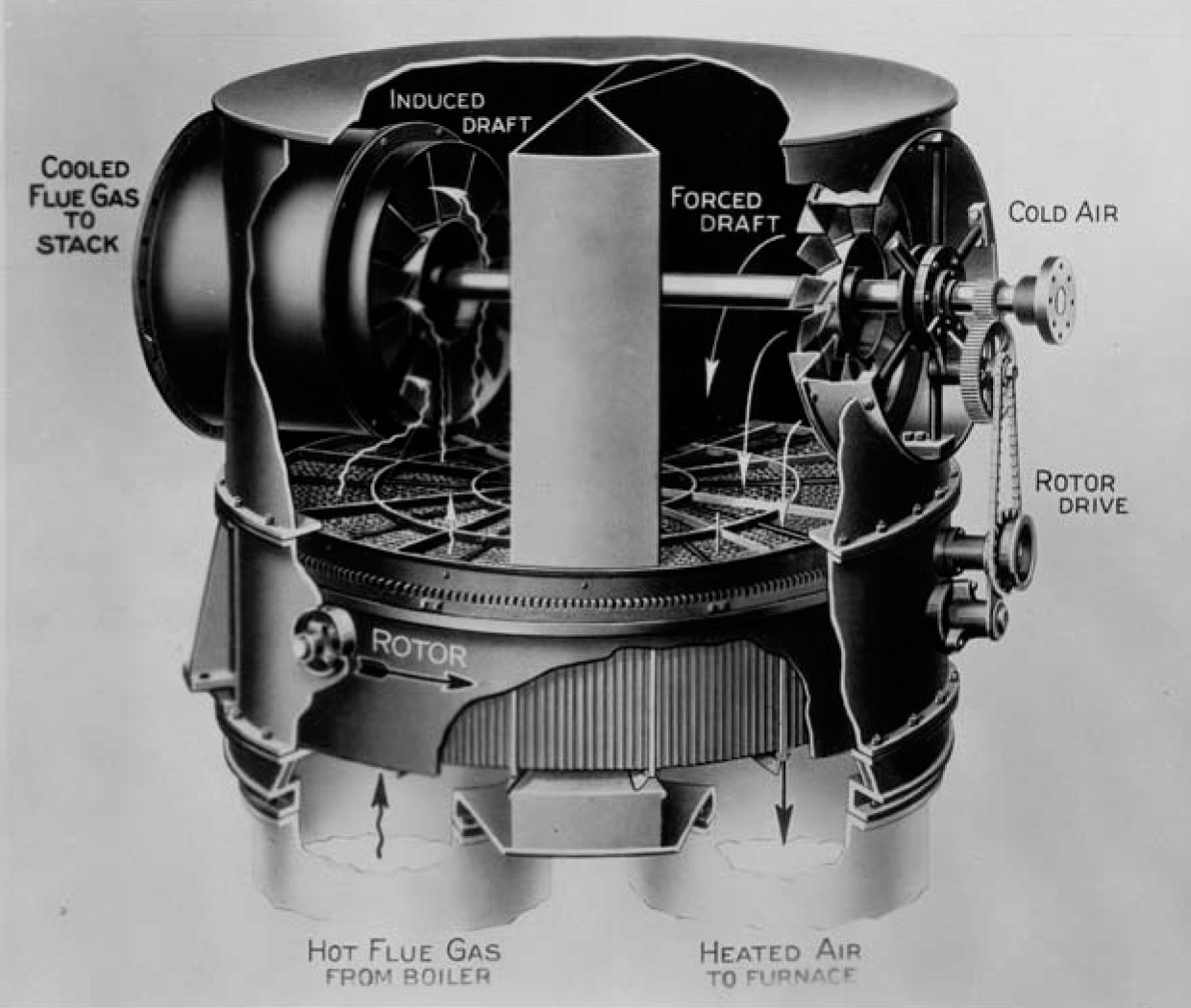
Ljungströms roterande luftförvärmare (cirka 1930).

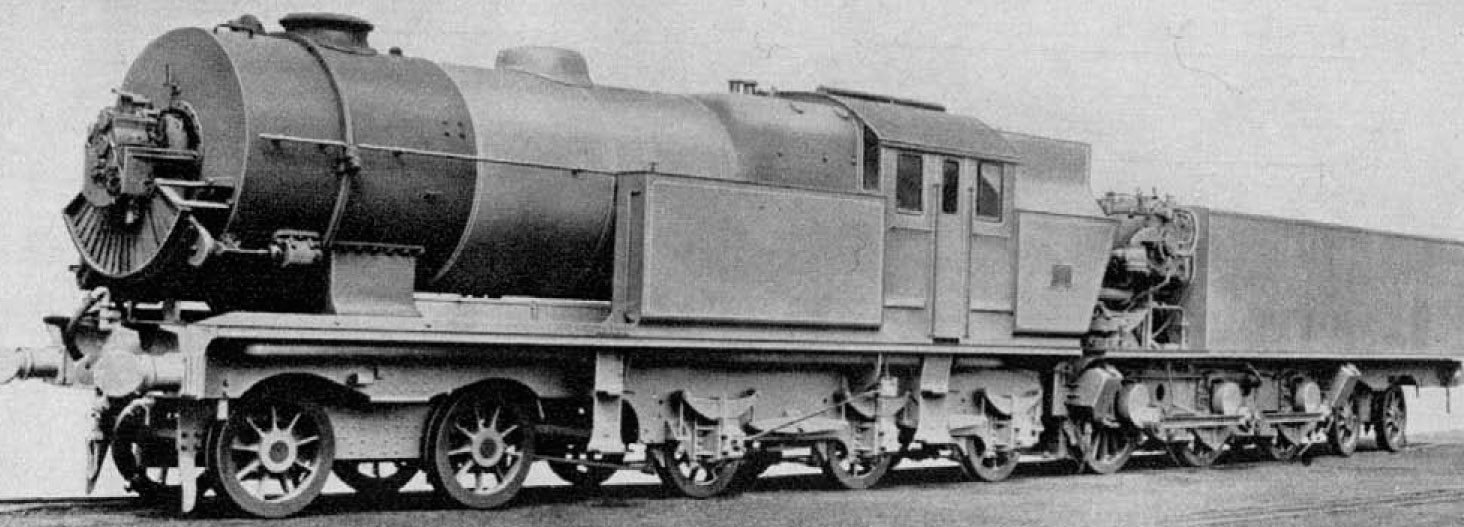
Ljungströms ångturbinlokomotiv med luftförvärmare (cirka 1925) (Tekniska museet).

Ett av Fredrik Ljungströms första patent bestod av en värmeväxlare för radiator, anskaffat 1896. Anekdoter härleder vidare Fredrik Ljungströms insikter om principer om luftkonditionering uppkomna under ett besök i rökiga lokaler i Kungliga operan i Stockholm år 1919. Flera år senare blev innovationen Ljungströms luftförvärmare ett resultat av fabriken på Lidingö, patenterat 1930. Denna effektiva luftförvärmare är av en typ som erbjuder upp till 20 % av den total värmeöverföringen i en process som endast representerar 2 % av investeringen.
ASEA köpte upp en majoritet av Svenska Turbinfabriks AB Ljungström 1916, och Erik Sundblad efterföljde Birger Ljungström som verkställande direktör. Patenträttigheterna utgick år 1944.
År 1995 beräknades att Ljungströms luftförvärmare hade sålts i 10,000 enheter världen över för totalt 20 miljarder dollar.

## Skifferolja
Under Andra världskriget led Sverige brist på råvaruresurser, inklusive olja. Fredrik Ljungströms "stora insats" för insituutvinning av skifferolja medelst förgasning och elektrisk upvärmning – kallat "Ljungströmsmetoden" – möjliggjorde en betydelsefull alternativ källa till drivmedel för Krigsmakten, inte minst i flottan och flygvapnet. Framställningen uppgick under avspärrningsåren till 70,000 m³ skifferolja; "ett utomordentligt värdefullt tillskott" för landets försörjning. Projektet stöttades inledningsvis av Vattenfall. Vid AB Svensk skifferoljas Kvarntorpsanläggning inmatades tidvis upp till 20 000 kW för skifferoljeproduktion. Utbytet ansågs på sin tid fullt lönsamt. Fredrik Ljungström erhöll sitt sista patent i denna industri 1954. De så kallade Ljungströmsfälten utanför Örebro, med en total krigsanvändning på runt 70,000 m³, inaktiverades efter kriget men med en möjlighet att återaktiveras vid behov av inhemsk oljeutvinningskälla. Svenska Skifferolje AB (SSAB) kvarstod i aktiv produktion fram till 1966.

## Skeppsbyggarkonst

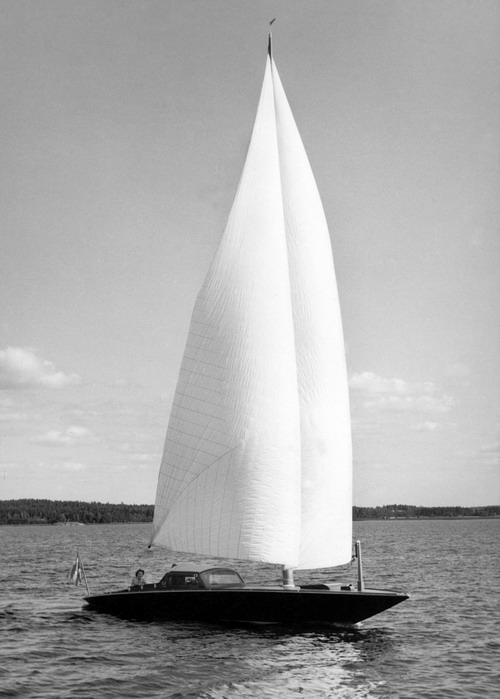
Ljungströmkryssare (1950). USPTO No. 2107303 (utfärdat 8 februari 1938).

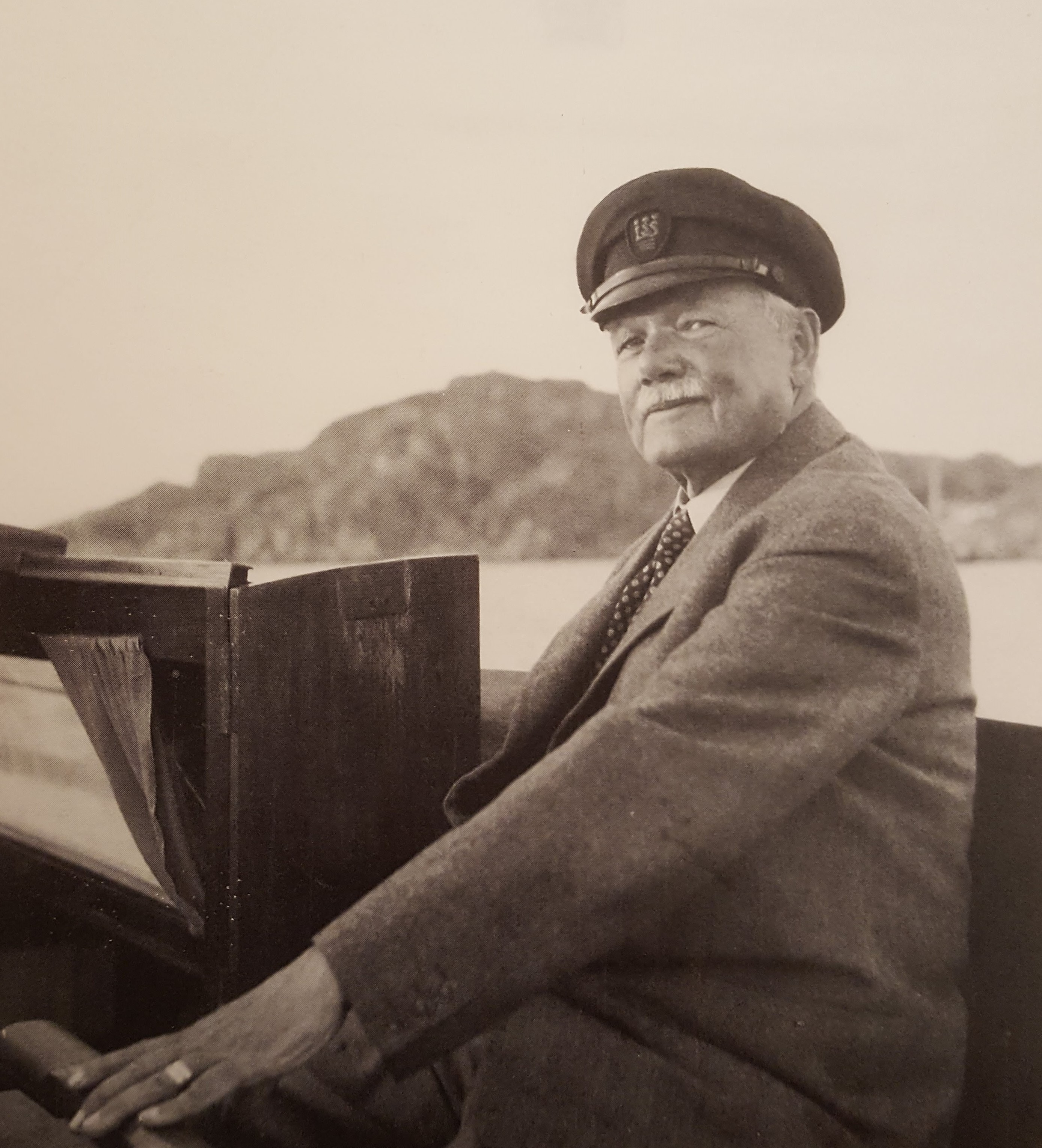
Fredrik Ljungström ombord Ljungströmkryssaren Vingen XII, med skepparmössa från Lysekils Segelsällskap. För tidskriften Life (1951).

Fredrik Ljungström var en entusiastisk seglare och medlem av Kungliga Svenska Segelsällskapet. Han var bland annat innehavare av Beatrice Aurore, den snabbaste helsvenska skärgårdskryssaren genom tiderna, konstruerad av August Plym. Ljungström blev själv känd för en rad innovationer inom skeppsbyggarkonsten. Ljungströmkryssaren med cirkelbågsskrov och Ljungströmrigg, utan bom och med dubbla segel som kan fungera som spinnaker, är alla namngivna efter Ljungström. Samtliga uppfinningar finns representerade vid Sjöhistoriska museet. Han experimenterade även med en vibrationslös båtmotor.

## Övrigt
Det av Fredrik Ljungström utvecklade drivsystemet för bilar kallat "Spontan-växeln" väckte under 1920-talet uppmärksamhet. Drivsystemet hade en komplicerad konstruktion som möjliggjorde att kopplingen, växlar och bilens broms kunde regleras med en enda fotpedal. Utvecklingen skedde i samarbete med Axel Wenner-Gren. AB Spontan bildades. En biltyp utvecklades, Ljungströmsbilen. Samarbete inleddes med Chrysler. Börskraschen 1929 resulterade dock i att projektet tvangs avstanna fram till att nya bilväxlar på marknaden gjorde Spontan-växeln obsolet. En hydraulstyrd växel såg dock viss framgång under andra världskriget. Detta växelsystem kom till bruk för rälsbussar, inklusive i produktion hos Scania och Vabis. Delar av tekniken uppgick också i Saabs bilutveckling.
Även om också aeronautik ingick bland Ljungströms intresseområden, blev tillämpad aerodynamik inget specialintresse. Han påverkades starkt av förlusten av sin förstfödde son, piloten och löjtnanten i Kongl. Flottan Einar Ljungström, i ett flyghaveri 1927. Detta till trots medverkade Ljungströms teknologi efter andra världskriget till den första svensk jetmotorn med STAL Dovern, tillverkat vid det företag som Ljungström grundade.
Fredrik Ljungström kom att bli ett välkänt namn i 1900-talets svenska industri och  "var intill sitt frånfälle fylld av idéer och uppslag".
Fredrik Ljungströms verk finns representerade bland annat vid Tekniska museet, Nordiska museet, Järnvägsmuseet, Sjöhistoriska museet och Lidingö museum i Sverige samt internationellt vid Science Museum i London och Museo Nazionale Scienza e Tecnologia Leonardo da Vinci i Milano.
Fredrik Ljungström tillhörde släkten Ljungström. Han var son till Jonas Patrik Ljungström och Amalia (född Falck). Hans gammelmorbror var Johan Börjesson och gammelgammelmorbror Johan Wingård. Bland hans syskon märks Georg Ljungström, Oscar Ljungström och Birger Ljungström, utöver hans svåger George Spaak. Fredrik Ljungström var gift två gånger. Första gången med Elizabeth (född Waesterberg, dotter till Amanda Sandborg Waesterberg) från vilken han blev änkeman, varefter andra gången med Signe (född Söderberg, dotter till Wilhelm Theodor Söderberg). Bland hans barn märks Gunnar Ljungström och Olof Ljungström, bland hans svärsöner Arthur Lundblom och Torsten Cassel.
Fredrik Ljungström vilar på Norra begravningsplatsen i Stockholm.

## Bildgalleri

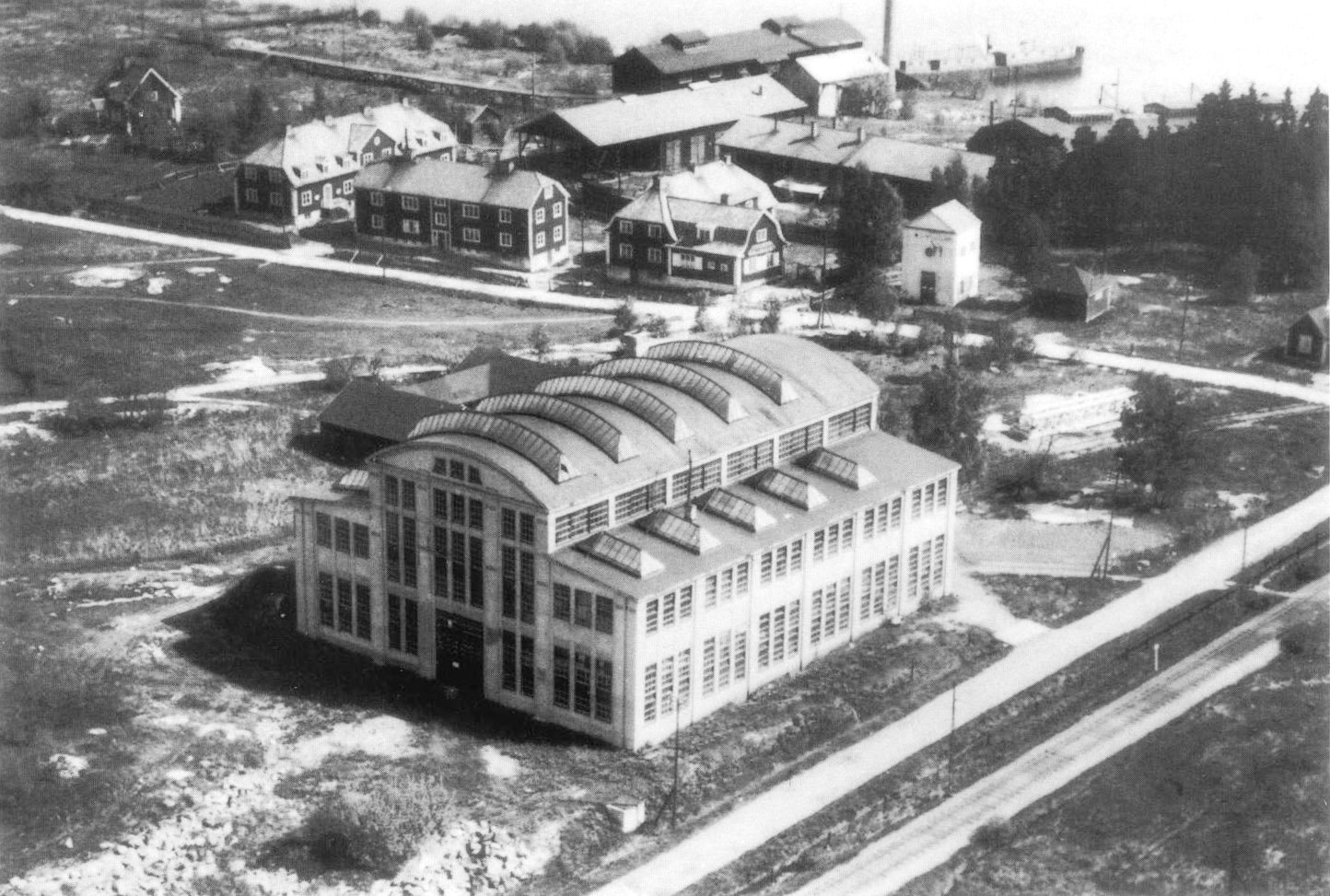
Fredrik och Birger Ljungströms ångturbinsfabrik i Gåshaga på Lidingö, uppförd 1918.
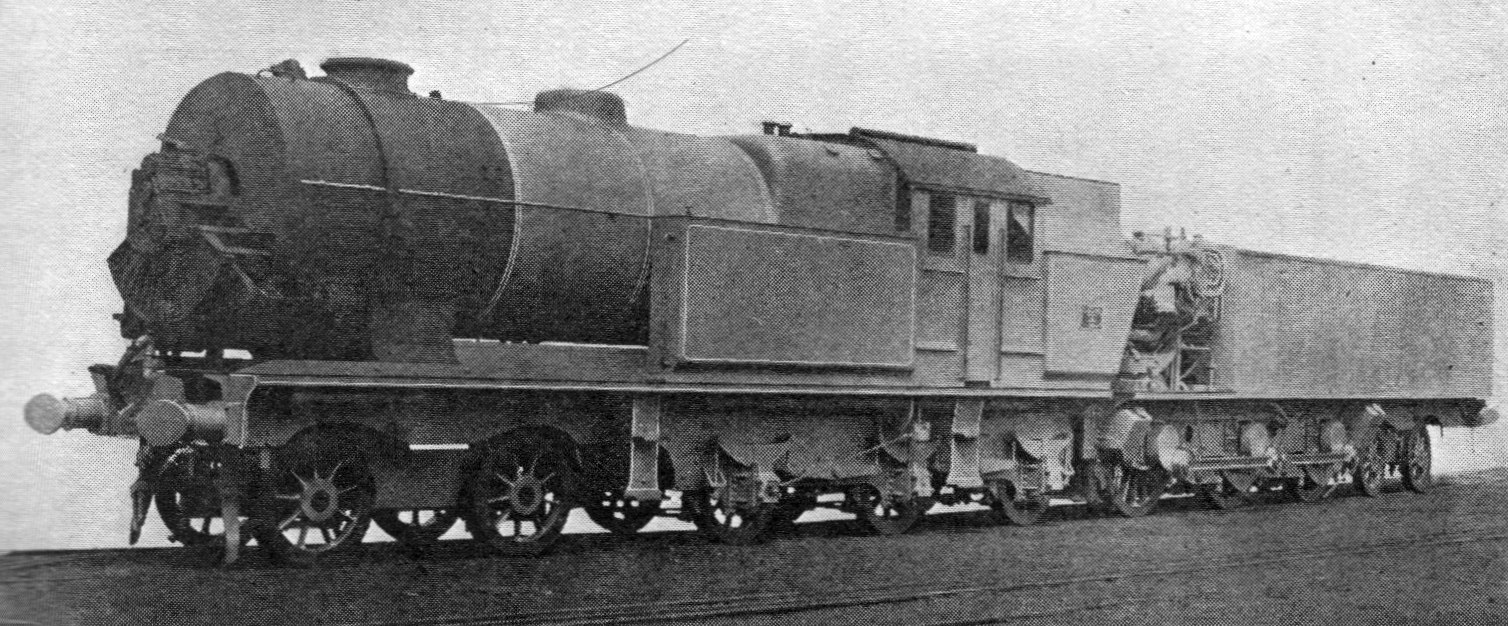
Ljungströmslokomotiv från Wonder Book of Engineering Wonders (1931).
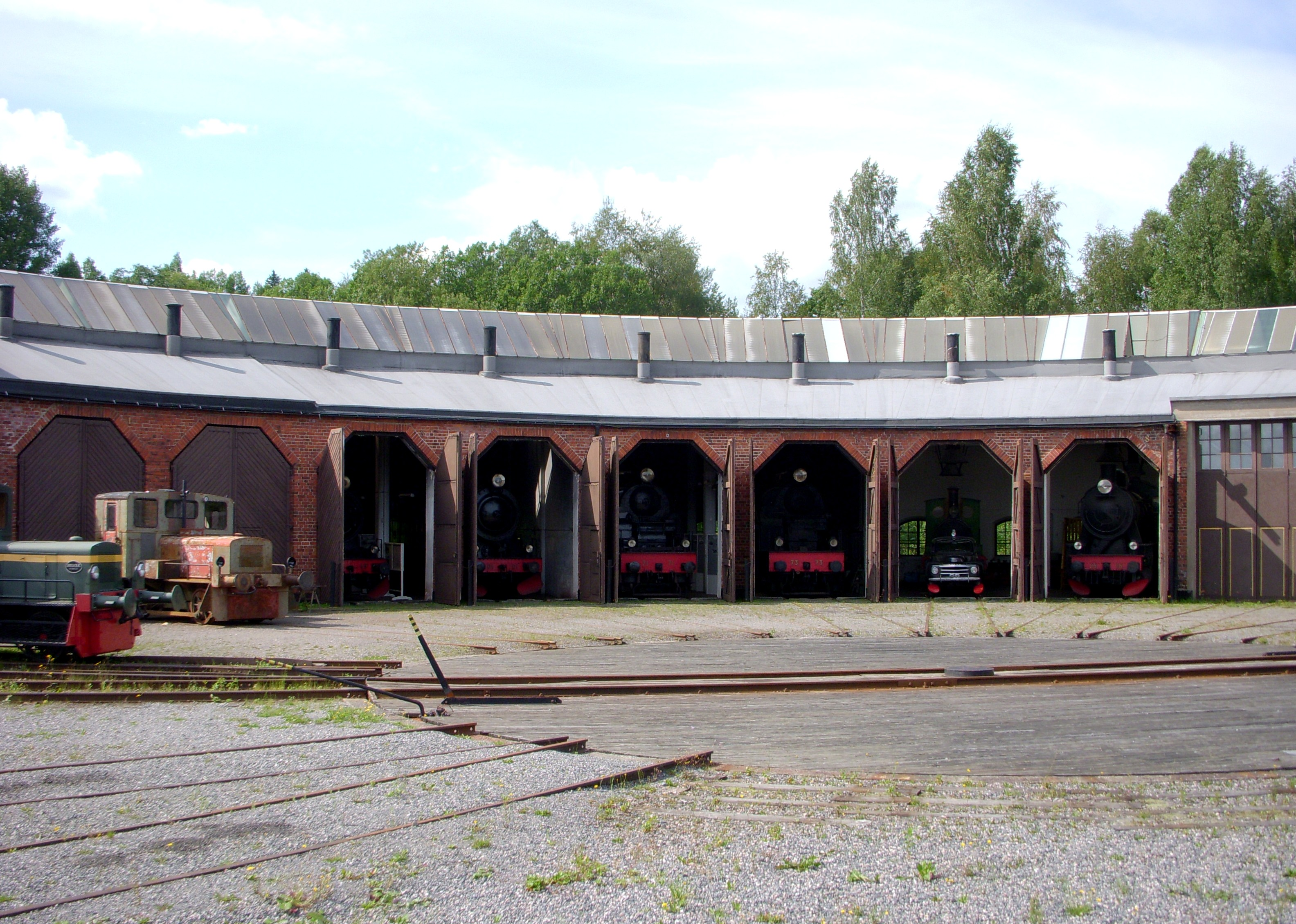
Ljungströmslok stationerade vid Grängesbergsbanornas Järnvägsmuseum.
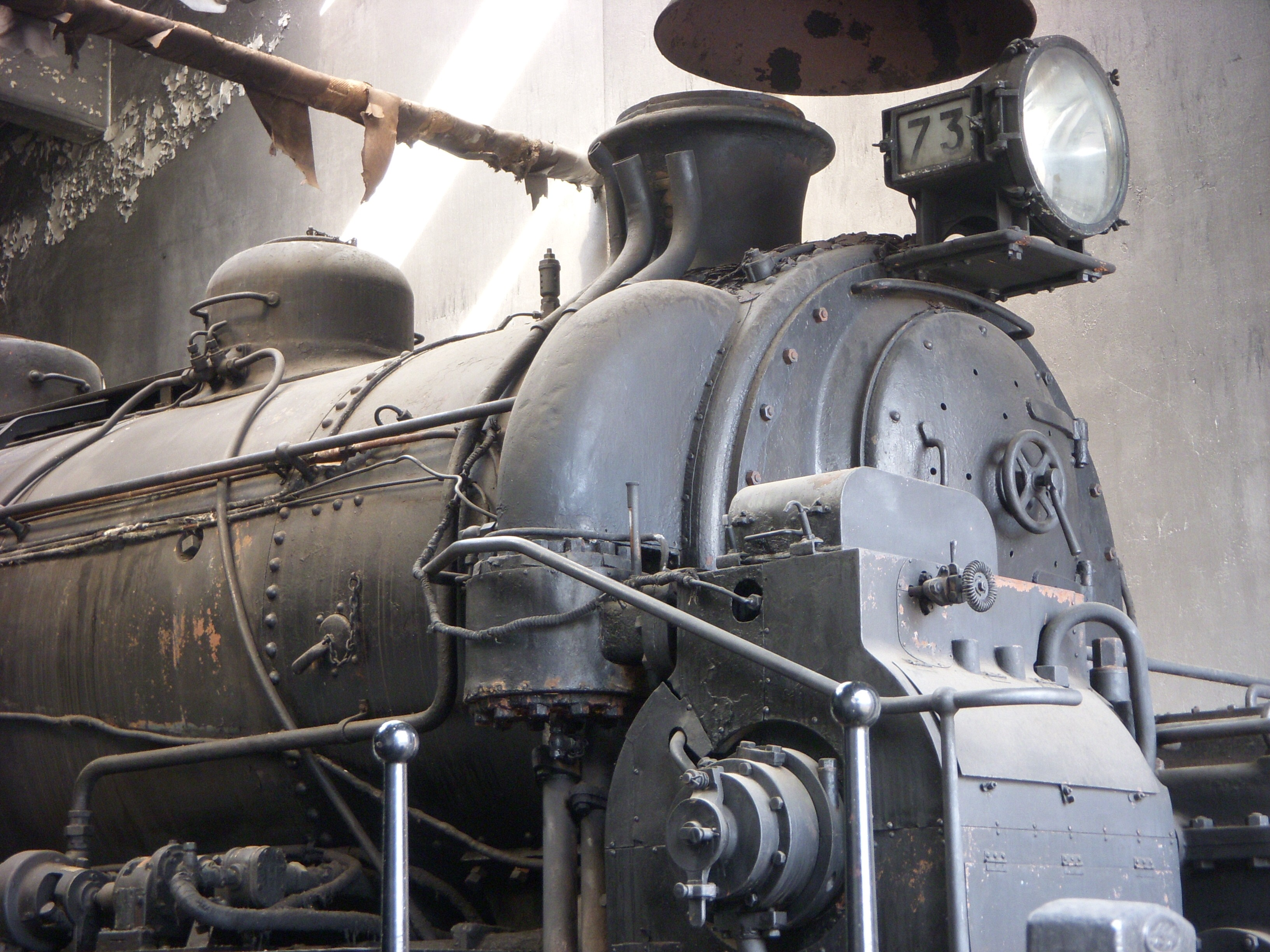
Turbinlokomotivet M3t nr 71 utrustat med Ljungströmsystemet, vid Grängesbergsbanornas Järnvägsmuseum.
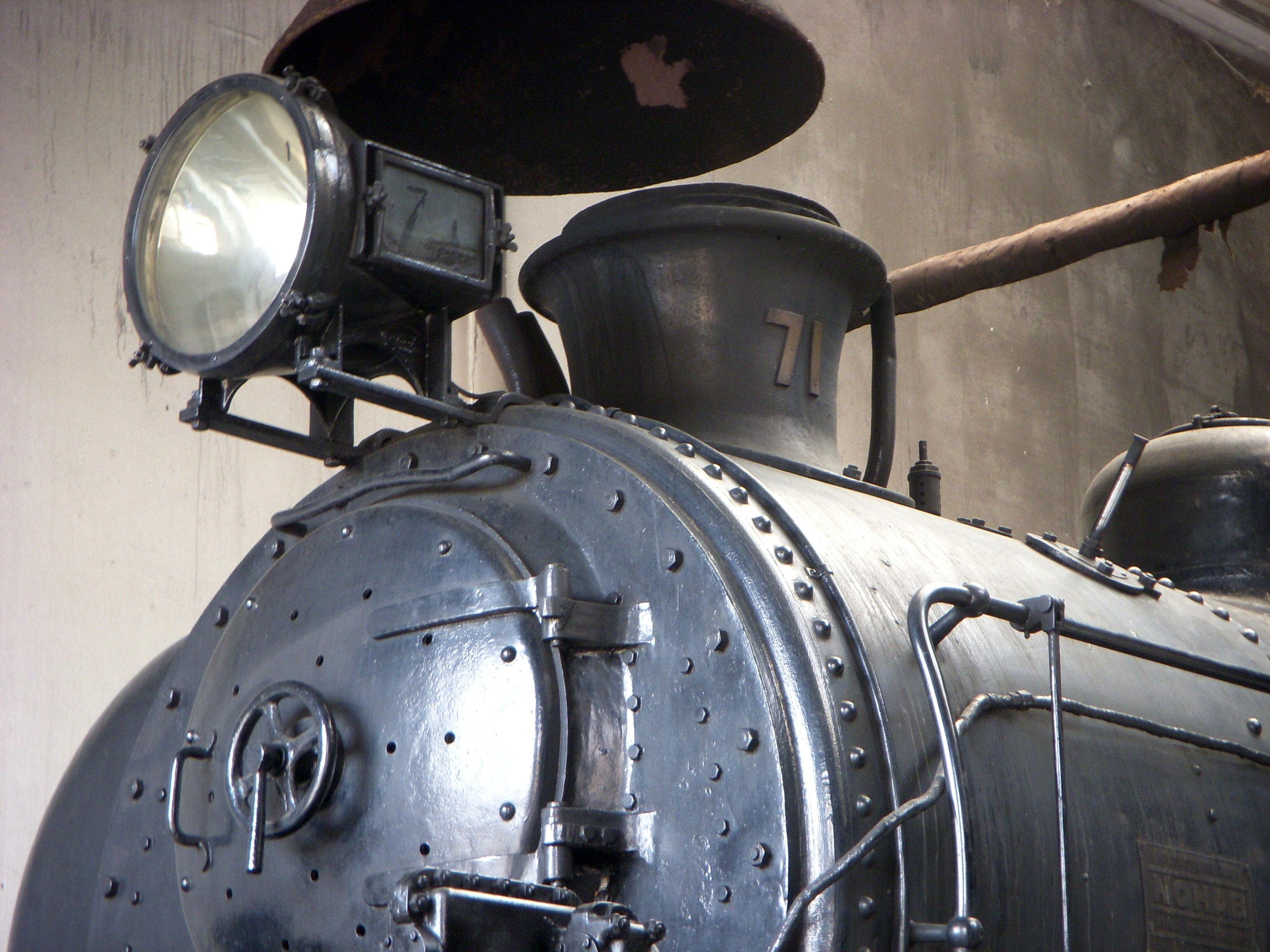
Detaljvy: M3t nr 71.
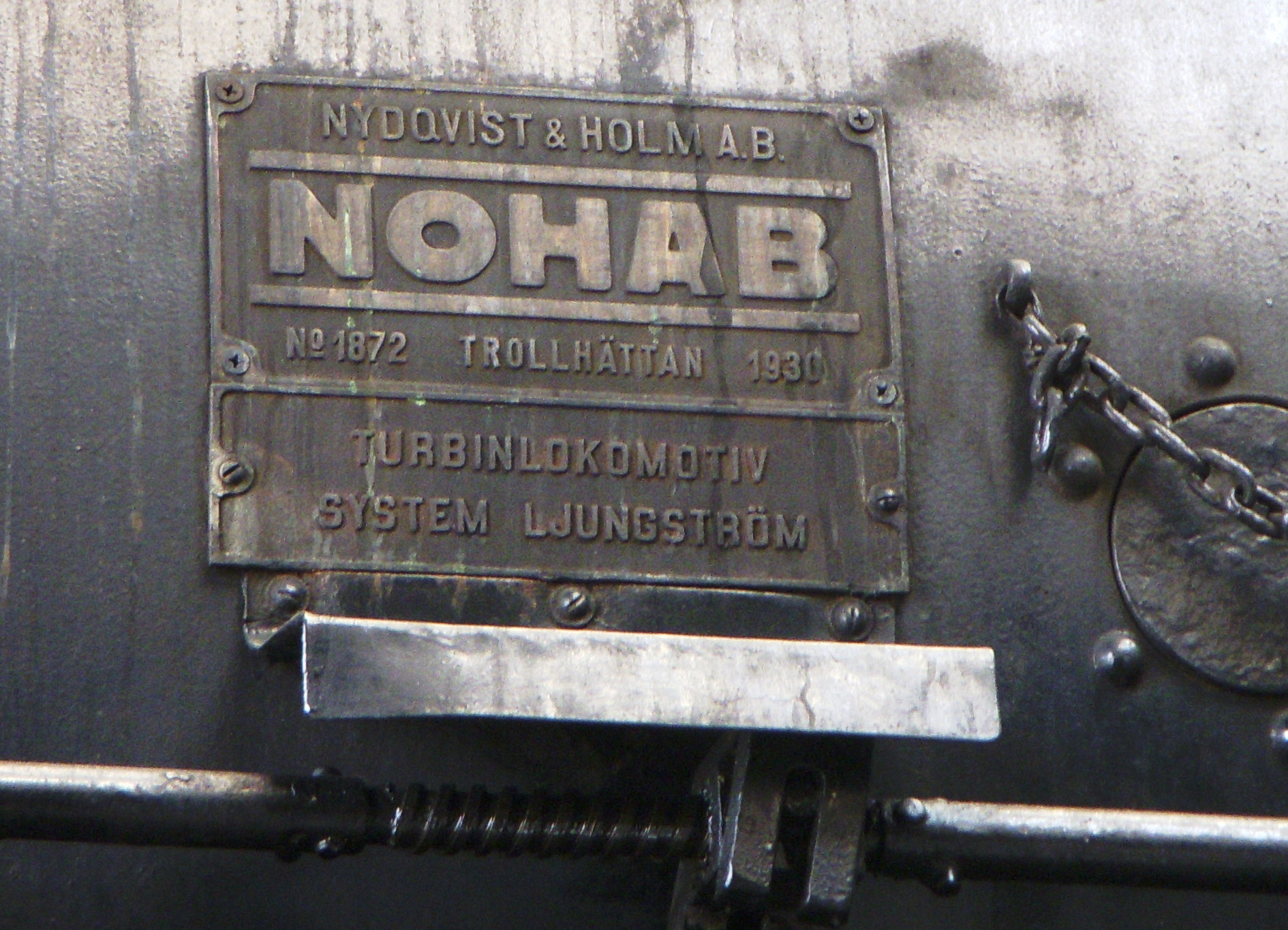
Detaljvy: Turbinlokomotiv System Ljungström.
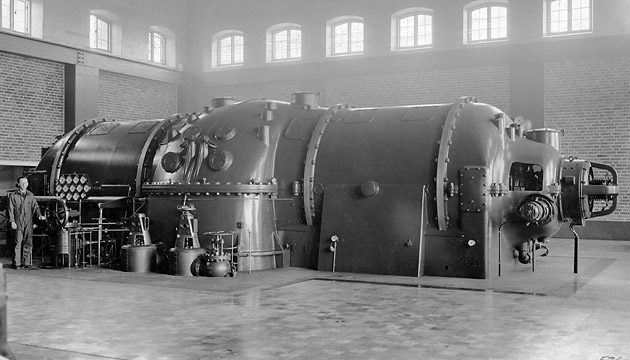
STAL turbingenerator (1932).
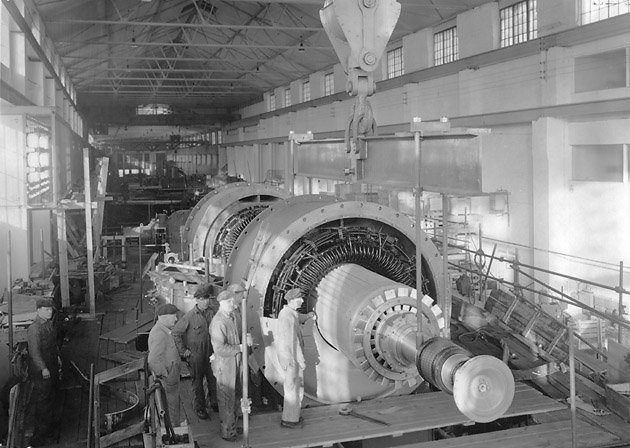
STAL ångturbingenerator (1947).
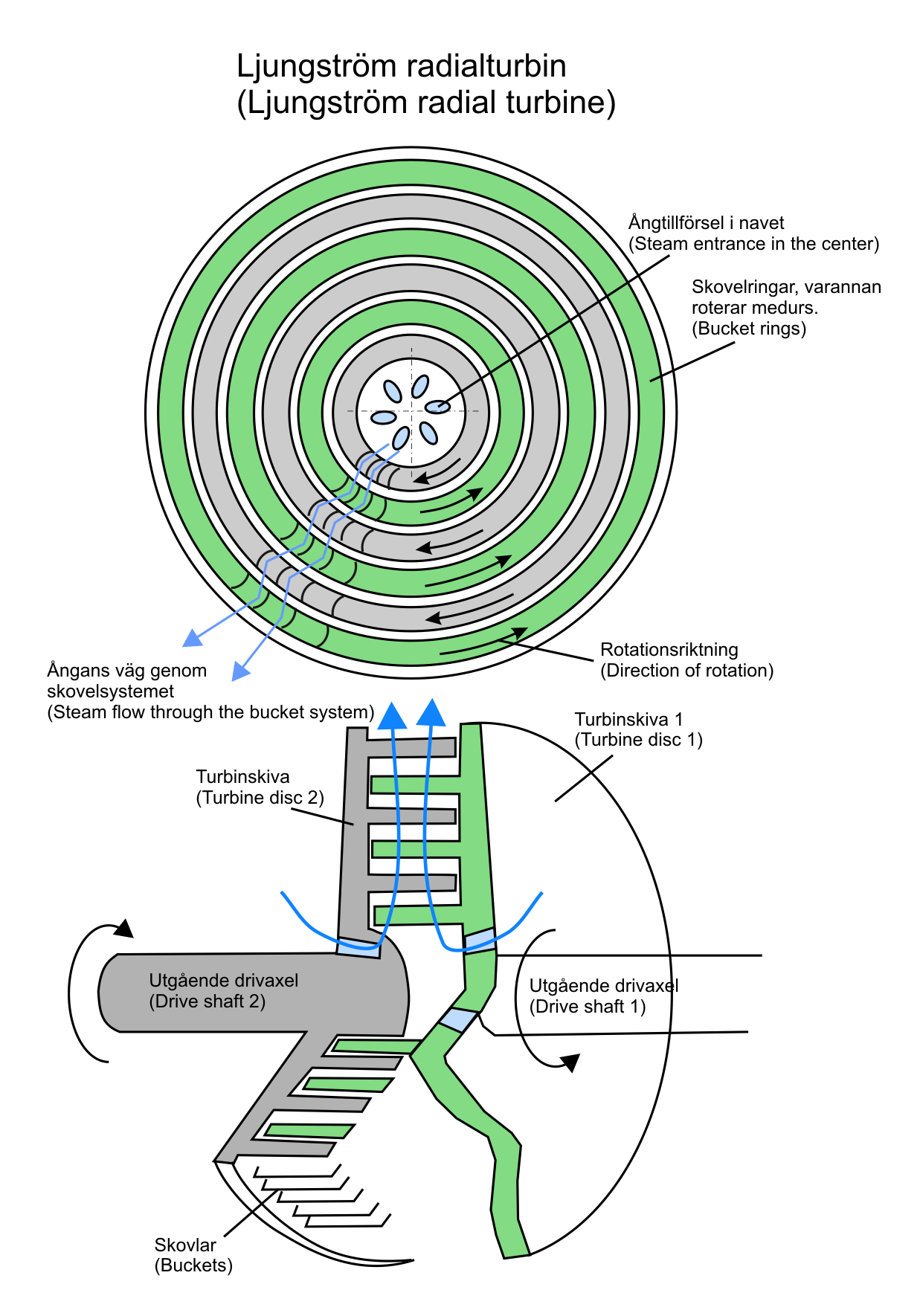
Ljungströms radialturbin.
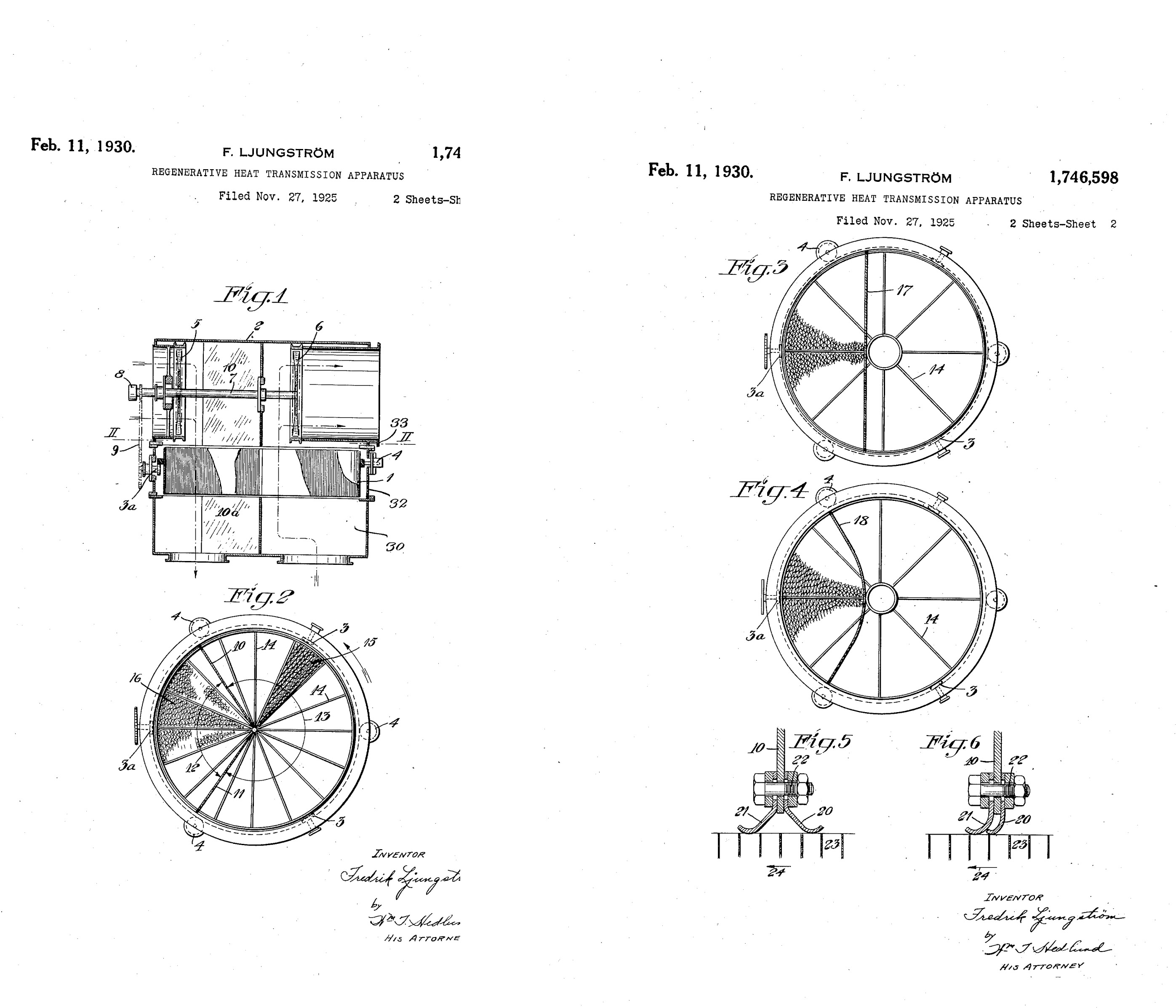
Patentritning för Ljungströms luftförvärmare (USPTO No. 1746598, 1930).
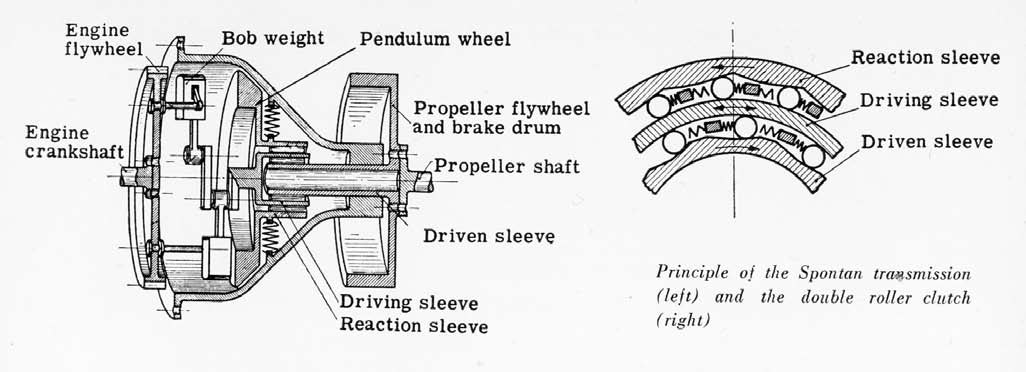
Ljungström Spontan drivsystem (1928).
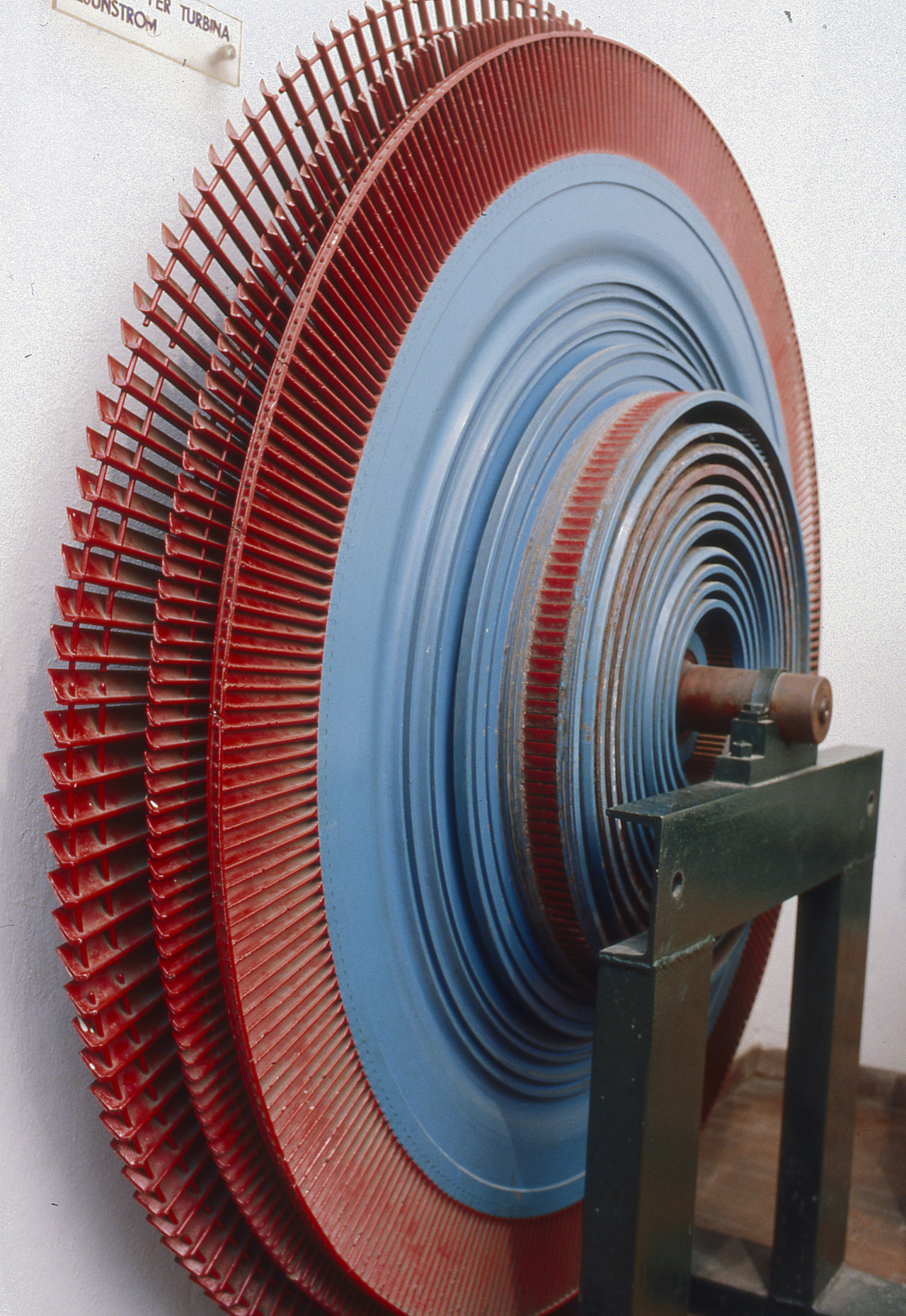
Radialhjul till Ljungströmsturbin (1910-1957) vid Museo Nazionale Scienza e Tecnologia Leonardo da Vinci, Milano, Italien.
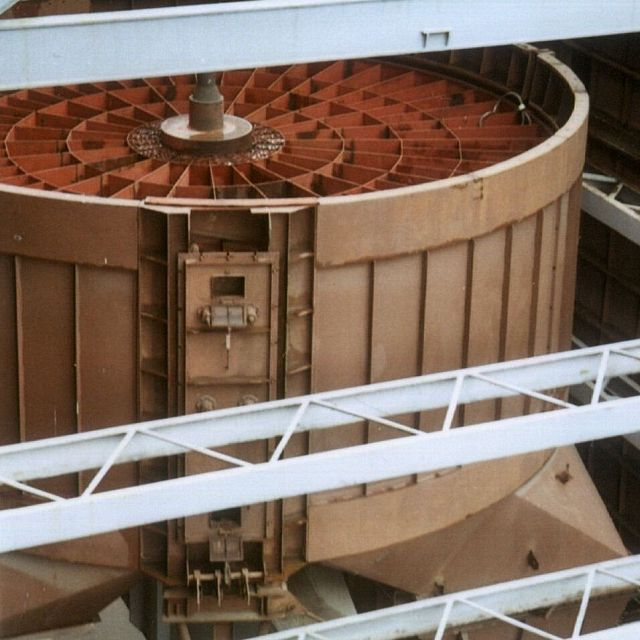
Ljungströms luftförvärmare i modern installation (2010).

## Utmärkelser

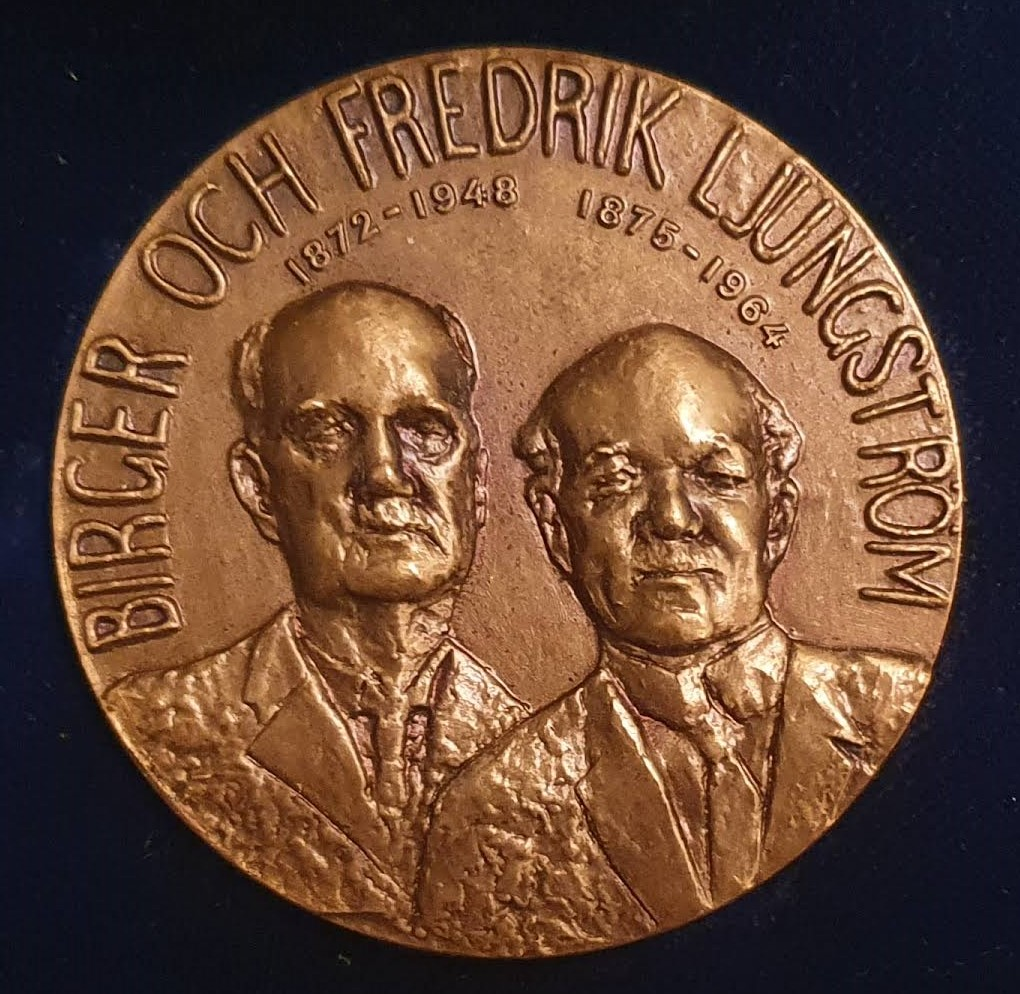
Eponym minnesmedalj över Birger and Fredrik Ljungström (1976) från Kungliga Ingenjörsvetenskapsakademien.

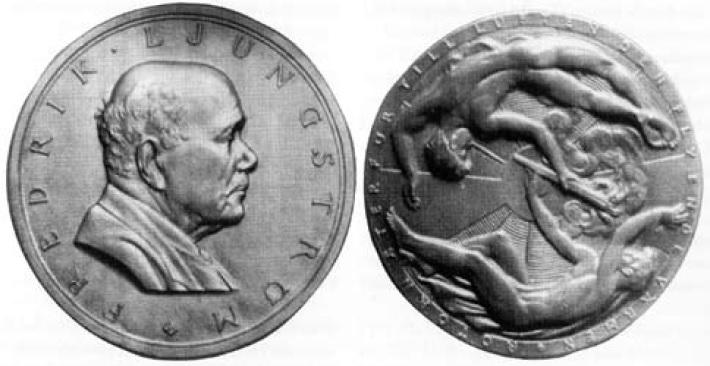
Medalj (1957) från Svenska Rotormaskiner, formgiven av Léo Holmgren. Föreställande på ena sidan Fredrik Ljungström, på andra sidan Prometheus och Ariel; förtänksamhetens och luftströmmens personifieringar.

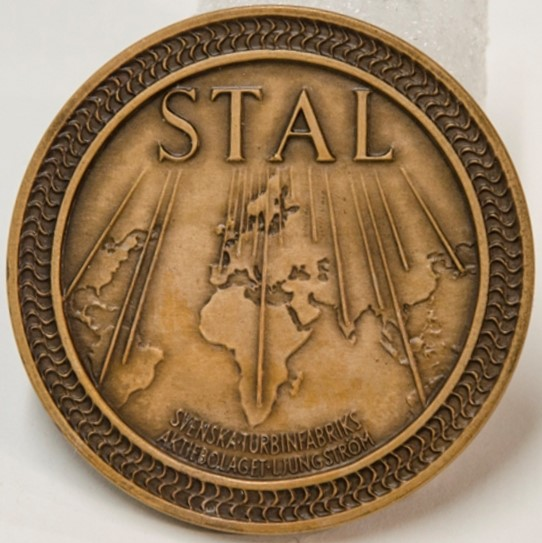
Plakett från STAL i brons, föreställande på ena sidan Louis De Geer (1587–1652) och Finspångs slott, på andra sidan STAL. Tillverkad av AB Sporrong & Co. Från Tekniska museets samlingar.

### Ordnar
- Riddare av Nordstjärneorden (1943)
- Riddare av 1. klass av Vasaorden (1927)
- Storkors av Nationalförtjänstorden (1963)

### Akademiska
- Hedersdoktorat vid Kungliga tekniska högskolan (1944)
- Hedersdoktorat vid Tekniska universitetet i Dresden (1928)

### Pris
- KTH:s stora pris, Kungliga tekniska högskolan (1948)[33]
- James Watts internationella guldmedalj av en:Institution of Mechanical Engineers (1949)[34]
- Världshistorisk milstolpe inom mekanisk konstruktion och värmeteknik: Ljungströms luftförvärmare, av en:American Society of Mechanical Engineers (1995)
- Isak Gustaf Clasons medalj av Kungliga Ingenjörsvetenskapsakademien (1943)
- Johan Wolter Arnbergs pris av Kungliga Vetenskapsakademien (1944)
- Franz Grashofs minnesmedalj av Verein Deutscher Ingenieure (1956)
- Hedersplakett av Svenska Uppfinnareföreningen (1955)
- Silvermedalj för Sveacykeln vid Världsutställningen i Paris (1900)
- Guldmedalj för Sveacykeln vid Allmänna konst- och industriutställningen i Stockholm (1897)

### Medlemskap
- Hedersledamot vid Kungliga Ingenjörsvetenskapsakademien (1940) (ledamot sedan 1924)
- Ledamot vid Kungliga Vetenskapsakademien (1945)
- Hedersmedlem av en:Institution of Mechanical Engineers (1950)[35]
- Hedersmedlem av en:American Society of Mechanical Engineers (1950)
- Hedersmedlem av Svenska Uppfinnareföreningen (1961)

### Eponymika
- Permanent utställning vid Tekniska museet (1995)
- Ljungströmspriset, Svenska Mekanisters Riksförening (1971)
- Minnesmedalj över Birger and Fredrik Ljungström från Kungliga Ingenjörsvetenskapsakademien (1976)
- Rotormedaljen, Fredrik Ljungström, Svenska Rotor Maskiner (1957)
- Birger och Fredrik Ljungströms rum i Finspångs slott[36]
- The International Ljungström (Air Preheater) Conference i Japan (1962)